# Milichiella quintargentea
Milichiella quintargentea är en tvåvingeart som beskrevs av Irina Brake, 2009. Milichiella quintargentea ingår i släktet Milichiella och familjen sprickflugor. Inom Milichiella tillhör arten artgruppen Argentea.

## Utbredning
Arten har ett stort utbredningsområde som sträcker sig från Afrika till sydöstra delarna av Asien. Arten är känd från Nigeria, Tanzania, Saudiarabien, Pakistan och Indien.

## Utseende
Kroppslängden är 2,4 mm och vinglängden 2,5 mm. Kropp och huvud är svarta, ögonen är gula och vingarna är genomskinliga med bruna vener. Honor har gula halterer medan hannar har svarta.

## Levnadssätt
Exemplar av arten har insamlats vid kodynga och den har blivit uppfödd på ruttnande jams.